# Lac Korónia
Le lac Korónia (en grec moderne : Λίμνη Κορώνεια, parfois en français : lac Coronée) est un lac de Grèce situé dans le district régional de Thessalonique, dans la périphérie de Macédoine-Centrale. D'une superficie de 42,823 km2 il est bordé par les municipalités de Langadás et Vólvi.

## Protection
Il fait partie des biotopes humides de Grèce, protégés par la directive 92/43/CEE du Conseil du 21 mai 1992 concernant la conservation des habitats naturels ainsi que la faune et la flore sauvages. Le lac Korónia, avec le lac Vólvi, ont été classés site Ramsar le 21 août 1975. C'est également un site ornithologique important inclus au sein du parc national des zones humides des lacs Korónia, Vólvi et du Témpi macédonien.

## Géographie
Les lacs Korónia et Vólvi séparent la région de la Chalcidique du reste de la Macédoine.

## Histoire
Il y a un million d'années, le lac Korónia et le lac Vólvi, ainsi que tout le bassin de Mygdonia, formaient un seul énorme lac. Depuis, la superficie du lac Korónia ne cesse de diminuer, notamment à cause de l'utilisation intensive de son eau pour la culture du maïs, et la distance le séparant du lac Vólvi ne cesse de grandir à cause de son assèchement. Dans les années 1950, le Korónia était l'une des étendues d'eau douce de Grèce les plus productrices pour pêche. Dans les années 1970, sa superficie était de 450 km2 et sa profondeur d'environ 5 mètres. Au début des années 2000, la superficie était de 100 km2 et sa profondeur de 0,5 à 1 mètre, et la totalité des poissons y vivant sont morts depuis les années 1990.
La Grèce a été de nombreuses fois condamnée car la pollution et la surconsommation de son eau y entraînent des phénomènes alarmants.
En 2002 le lac est gravement asséché, le niveau dramatique de l'eau, ajouté à la pollution croissante du lac, créent des conditions favorables aux épizooties.